# Turlough

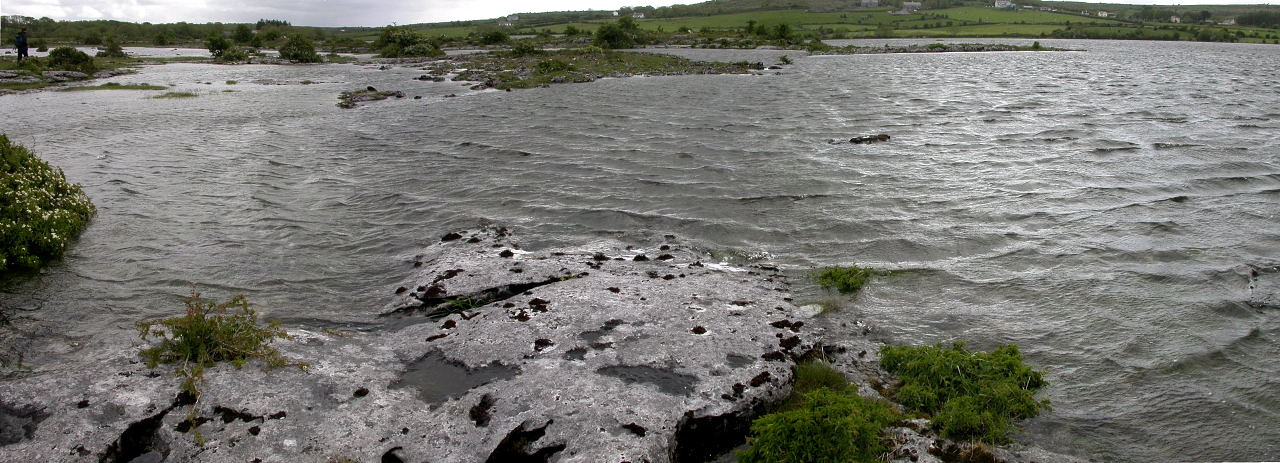
Un turlough en Carran, en el condado de Clare, Irlanda, en mayo de 2005.

Un turlough o turlach, es un tipo de lago temporal típico de algunas zonas de Irlanda, en especial al oeste del Río Shannon. Se cree que su nombre proviene del gaélico tuar loch, "lago seco". Aparecen en zonas kársticas, donde la piedra caliza está expuesta o muy cerca de la superficie. Estas formaciones son muy interesantes para diversas ramas científicas: los geomorfólogos están interesados en su formación, los hidrólogos en su comportamiento, los botánicos en su vegetación inusual y los zoólogos en los animales que se asocian con ellos.

## Descripción
Los turloughs aparecen más frecuentemente en las llanuras centrales de Irlanda, al oeste del río Shannon, en los condados de Galway, Clare, Mayo y Roscommon, aunque unos pocos también pueden encontrarse en otros lugares, por ejemplo en el condado de Limerick, Sligo o Longford. La mayoría aparecen en otoño, en especial hacia octubre, y se secan entre abril y julio. Sin embargo, algunos turloughs del Burren pueden inundarse en cualquier momento del año en cuestión de horas después de una lluvia abundante, y secarse unos pocos días después. Además, unos pocos turloughs son afectados por las mareas: así por ejemplo, el Caherglassaun Lough, a 5 km de la Bahía de Galway, se vacía y se llena cada 24 horas. La mayoría de estos lagos temporales tiene una profundidad de unos 2 metros, pero algunos pueden llegar a ser mucho más profundos, de hasta 5 metros. Su extensión es muy variable: el turlough más grande de Irlanda, al oeste de Craughwell en el Condado de Galway, mide 2,5 kilómetros cuadrados.

## Causa de su aparición
Todos los turloughs se encuentran en zonas de suelos calizos. Esto se debe a que la caliza se disuelve al contacto con la lluvia, en especial si ésta ha absorbido dióxido de carbono al atravesar el suelo. Las grietas y junturas de la roca se agrandan hasta que toda el agua fluye hacia el subsuelo, creando desde pequeñas grietas hasta grandes cuevas, dando origen al paisaje kárstico. Al este del río Shannon, la caliza está frecuentemente cubierta por gruesas capas de sedimentos glaciales, depositados durante la Edad de Hielo, pero al oeste la capa sedimentaria es muy fina, y no existe una red de ríos en la superficie que canalicen el agua de lluvia. En estas zonas, el agua de lluvia se hunde en el subsuelo, fluye a través de las cavidades rocosas y vuelve a surgir forma de manantiales. En invierno, cuando el nivel de agua subterránea se eleva, y los conductos subterráneos son incapaces de absorber tanta lluvia, ésta acaba saliendo a la superficie en forma de turlough. Muchos ríos actuales de esta zona son artificiales, y fueron construidos por ingenieros desde el siglo XIX hasta nuestros días, a veces mediante la unión de varios lagos temporales.

## Flujo del agua
Los turloughs normalmente se llenan y vacían a través de un punto determinado del suelo: en ocasiones, durante la época en que el lago está seco, puede verse un agujero en la superficie en dicho lugar, pero lo más corriente es que sólo pueda apreciarse un hueco cubierto de piedras. Algunos turloughs tienen una fuente en un lado y un agujero de desagüe en el otro, pero lo más común es que se llenen y se vacíen por el mismo punto. Unos pocos turloughs también reciben agua de ríos y arroyos, además de la que proviene del subsuelo.
En general, el agua sumergida viaja bajo tierra hasta surgir en forma de manantial en otro lugar, muchas veces a varios kilómetros de distancia. En la mayoría de tipos de roca, el agua subterránea se mueve muy lentamente, varios centímetros o metros por día, pero en áreas de karst el flujo puede ser mucho más rápido, de hasta 100 metros por hora.